# Errick McCollum
Errick Lane McCollum (Cincinnati, 22 gennaio 1988) è un cestista statunitense.
È fratello di C.J. McCollum, anch'egli cestista.

## Statistiche

### Eurolega
| Anno       | Squadra      | PG | PT | MP   | TC%  | 3P%  | TL%  | RP  | AP  | PRP | SP  | PP   |
| ---------- | ------------ | -- | -- | ---- | ---- | ---- | ---- | --- | --- | --- | --- | ---- |
| 2017-2018  | Anadolu Efes | 29 | 16 | 26,5 | 42,9 | 40,0 | 77,5 | 2,4 | 2,3 | 0,8 | 0,4 | 14,6 |
| 2020-2021  | Chimki       | 28 | 3  | 21,6 | 40,5 | 34,4 | 84,8 | 2,4 | 2,3 | 0,9 | 0,2 | 11,6 |
| 2024-2025† | Fenerbahçe   | 18 | 5  | 18,4 | 49,0 | 39,4 | 84,2 | 2,1 | 1,8 | 0,6 | 0,4 | 11,1 |
| Carriera   | Carriera     | 75 | 24 | 22,7 | 43,3 | 38,1 | 81,6 | 2,3 | 2,2 | 0,8 | 0,4 | 12,6 |

### Eurocup
| Anno       | Squadra          | PG | PT | MP   | TC%  | 3P%  | TL%  | RP  | AP  | PRP | SP  | PP    |
| ---------- | ---------------- | -- | -- | ---- | ---- | ---- | ---- | --- | --- | --- | --- | ----- |
| 2013-2014  | Paniōnios        | 16 | 12 | 29,3 | 44,1 | 30,9 | 81,3 | 3,2 | 3,1 | 1,4 | 0,6 | 20,2  |
| 2015-2016† | Galatasaray      | 20 | 10 | 28,9 | 44,9 | 35,1 | 86,5 | 4,4 | 3,6 | 1,0 | 0,5 | 18,0* |
| 2018-2019  | UNICS Kazan'     | 20 | 2  | 22,1 | 43,8 | 35,3 | 83,5 | 2,8 | 1,8 | 0,7 | 0,2 | 13,2  |
| 2019-2020  | UNICS Kazan'     | 16 | 14 | 28,6 | 43,0 | 36,0 | 83,8 | 3,1 | 3,9 | 1,1 | 0,4 | 17,1* |
| 2021-2022  | Lokomotiv Kuban' | 12 | 9  | 30,0 | 45,8 | 41,4 | 88,1 | 3,0 | 4,3 | 1,2 | 0,4 | 22,2  |
| Carriera   | Carriera         | 84 | 47 | 27,4 | 44,3 | 35,6 | 84,7 | 3,3 | 3,2 | 1,0 | 0,4 | 17,7  |

## Palmarès

### Squadra
- Campionato turco: 1

Fenerbahçe: 2024-2025
- Coppa di Turchia: 2

Anadolu Efes: 2018
Fenerbahçe: 2025
- Eurolega: 1

Fenerbahçe: 2024-2025
- Eurocup: 1

Galatasaray: 2015-2016

### Individuale
- Eurocup MVP: 1

Galatasaray: 2015-2016
- All-Eurocup First Team: 2

Galatasaray: 2015-2016
UNICS Kazan: 2018-2019